# 布莱恩·约翰斯顿
布莱恩·威廉姆斯·约翰斯顿（英語：Brian William Johnston，1933年6月13日—1998年6月2日）是一位前新西兰曲棍球运动员，他曾于1956年代表新西兰参加了当年在澳大利亚城市墨尔本举行的奥林匹克运动会。